# Рицин
Рицин — білковий токсин рослинного походження, надзвичайно токсичний (особливо у вигляді аерозолів, для людини середня смертельна доза (ЛД50) становить 0,3 мг/кг перорально. Токсичність рицина становить 0,00015 мг/кг (білі миші, внутрішньовенно);т0,02 мг/кг (пацюки, підшкірно); 0,2 мг/кг (морські свинки, підшкірно);
Білий порошок без запаху, добре розчинний у воді. Молекулярна маса — 60-65 кДа.
Рицин, на відміну від зоокумарину, не проникає через шкіру. Шляхи отруєння — зазвичай введення в кров, трохи гірше проникає через легені (цей метод проникнення для рицина не завжди ефективний).

## Біохімія
Механізм токсичної дії рицину ґрунтується на інгібуванні синтезу білка рибосомами. Відомі два основних типи таких інгібіторів: інгібітори типу 1 являють собою одиничний поліпептидний ланцюг, який володіє ферментативною активністю, а рицин та інші інгібітори типу 2 містять два поліпептидних ланцюги і є гетеродимерними глікопротеїдами. З них тільки ланцюг А володіє ферментативною активністю, а ланцюг B, зв'язаний з ним дисульфідними зв'язками, проявляє активність, властиву лектинам і опосредковує проникнення токсину в цитоплазму. Для того, щоб токсин міг інактивувати рибосому, дисульфідний зв'язок між ланцюгами А і В повинен бути відновленим.

### Структура
Молекула рицину являє собою Глікозильований глобулярний гетеродимер масою 60-65 кДа. Маси ланцюгів А і В приблизно рівні між собою: 32 і 34 кДа відповідно.
- Ланцюг A — N-глікозидаза, складається з 267 амінокислотних залишків[5]. Три структурних домени, що складаються з альфа-спіралей і бета-складок, утворюють щілину, в якій розміщений активний центр[6].
- Ланцюг B — лектин, має 262 амінокислотні залишки, зв'язує рештки галактози на поверхні клітини[7]. Утворює дводольну структуру, позбавлену Альфа-спіралі і бета-складок, кожна доля розділяється на три субдомени, один з яких містить активний центр. Білки, подібні ланцюгу A, містять різні рослини, наприклад, ячмінь, але за відсутності ланцюга B вони не токсичні.

### Проникнення в цитоплазму
Здатність рицина проникати в цитоплазму залежить від водневих зв'язків, які утворюються між аміноксилотними залишкам ланцюга B і олігосахаридами на поверхні клітини, які містять залишки галактози або N-ацетилгалактозаміну. Крім того, залишки манози, які входять до складу рицину, можуть зв'язуватися з рецепторами манози на поверхні клітини. Показано, що на поверхні одної клітини може зв'язуватися до 106−108 молекул рицину. Після зв'язування відбувається поглинання молекул, як в клатринові везикули, так і в транспортні везикули, позбавлені клатрину, такі як кавеоли і везикули, що утворюються при макропіноцитозі. Так рицин потрапляє в ендосоми, а потім в апарат Гольджі. Хоча на цьому шляху рицин проходить через лізосоми, він не піддається деградації та протеолізу, попадаючи надалі незміненим з апарату Гольджі в ендоплазматичний ретикулум.
Відомо, що для виявлення токсичних властивостей рицин повинен розпастися на A- і B-ланцюги, але де це відбувається, в ендоплазматичному ретикулумі чи в цитозолі, поки невідомо. Існуючий в цитозолі механізм очистки від зайвого білка шляхом його убіквінтинування на рицин також не діє, оскільки для приєднання убіквітину в його структурі бракує залишків лізину.

### Інактивація рибосом
Продемонстровано, що ланцюг A розщеплює глікозидний зв'язок при залишку аденіну в позиції 4324 рРНК 28S субодниці; цей залишок розміщений в консервативній послідовності 5’-AGUACGAGAGGA-3’, іменованій також сарцин-рициновою петлею, важливою для зв'язування факторів елонгації, внаслідок чого синтез білка на рибосомі повністю і незворотньо блокується. На цьому дія ланцюга A не зупиняється, кожна молекула цього ферменту виводить з ладу до 1500 рибосом за хвилину.

## Виробництво
Рицин отримують з Рицинових бобів, плодів рослини Ricinus communis (латинська назва Рицина) шляхом обробки макухи, яка лишається після віджиму рицинової олії (що також містить сліди рицину).

## Застосування

### Медицина
На відміну від рицинової олії, очищений рицин у медицині не застосовується, хоча проводились розробки способів його застосування для лікування раку, а також при вакцинаціях.

### Хімічна зброя
Відомо, що рицин в 6 раз отруйніший ніж ціанід калію. Оскільки невеликої дози рицину розмірами з вістря шпильки достатньо, щоб вбити дорослу людину, способи застосування рицину як зброї масового знищення вивчались військовими відомствами різних країн починаючи з Першої світової війни, проте з ряду причин ця речовина так і не була прийнята на озброєння. Проте, рицин застосовувався спецслужбами. Одним з найбільш відомих інцидентів із застосуванням рицину стало вбивство болгарського дисидента Георгія Маркова, який був отруєний в 1978 році завдяки уколу парасолькою спеціальної конструкції.
Рицин включено до Списку 1 додатку до Конвенції про хімічну зброю.

## Бактеріологічна (біологічна) та токсинна зброя
Рицин включено до списків:
- товарів подвійного використання, що можуть бути використані у створенні бактеріологічної (біологічної) та токсинної зброї товарів подвійного використання: «Номер позиції I.1.d. Найменування: ТОКСИНИ ТА ЇХ КОМПОНЕНТИ: 4) рицин»;[20]
- Групи 2. «Бактеріальні токсини», підгрупи 2.4 «Токсини з водоростей та інших рослин» списку Додатку 2: Токсини Керівництва Всесвітньої організації охорони здоров'я «Заходи системи громадської охорони здоров'я у відповідь на загрозу застосування біологічної та хімічної зброї» — 2.4.2 «Рицин»[21]